# Captain Apache
Ne doit pas être confondu avec Capitaine Apache.
Pour plus de détails, voir Fiche technique et Distribution.
Captain Apache, initialement titré Capitaine Apache (espagnol : Capitán Apache), est un western réalisé par Alexander Singer en 1971.

## Synopsis
Bien qu'indien, le capitaine Apache, habitué au mépris des blancs à son égard, est chargé d'une mission : découvrir les raisons de l'assassinat du commissaire aux affaires indiennes. Il se pourrait bien que cela mène à un complot contre le président des États-Unis.

## Fiche technique
- Titre français : Capitaine apache (sortie cinéma[1]) ou Captain Apache (sortie DVD)
- Titre original anglais : Captain Apache ou Deathwork ou The Guns of April Morning
- Titre espagnol : Capitán Apache
- Scénario : Milton Sperling et Philip Yordan d'après le roman de S. E. Whitman
- Photographie : John Cabrera
- Musique : Dolores Claman
- Direction musicale et arrangements : José Nieto
- Production : Irving Lerner, Milton Sperling, Philip Yordan pour Benmar Productions
- Pays de production :  Royaume-Uni /  Espagne
- Langue : anglais / espagnol
- Durée : 94 minutes
- Format : Couleur par technicolor - 2,35:1 - Son mono
- Sortie : 
  - Royaume-Uni : août 1971
  - France : 25 août 1971[1]
  - Espagne : 27 janvier 1975

## Distribution
- Lee Van Cleef (VF : Marcel Bozzuffi) : Capitaine Apache
- Carroll Baker (VF : Arlette Thomas) : Maude
- Stuart Whitman (VF : Jacques Berthier) : Griffin
- Elisa Montés (VF : Tamila Mesbah) : Rosita
- Charly Bravo (VF : Gérard Hernandez) : Sanchez
- Percy Herbert (VF : Henry Djanik) : Moon
- Charles Stalmaker (VF : Robert Bazil) : O'Rourke
- Tony Vogel : Snake
- Faith Clift : Abigail
- Elsa Zabala (VF : Françoise Fechter) : la sorcière
- Vitor Salier (VF : Georges Atlas) : Diablo
- José Bódalo (VF : Jean-Henri Chambois) : le général mexicain
- Dee Pollock (VF : Jacques Richard) : Al
- Dan van Husen : Ben
- Hugh McDermott : Général Ryland